# Emmanuel Guibert

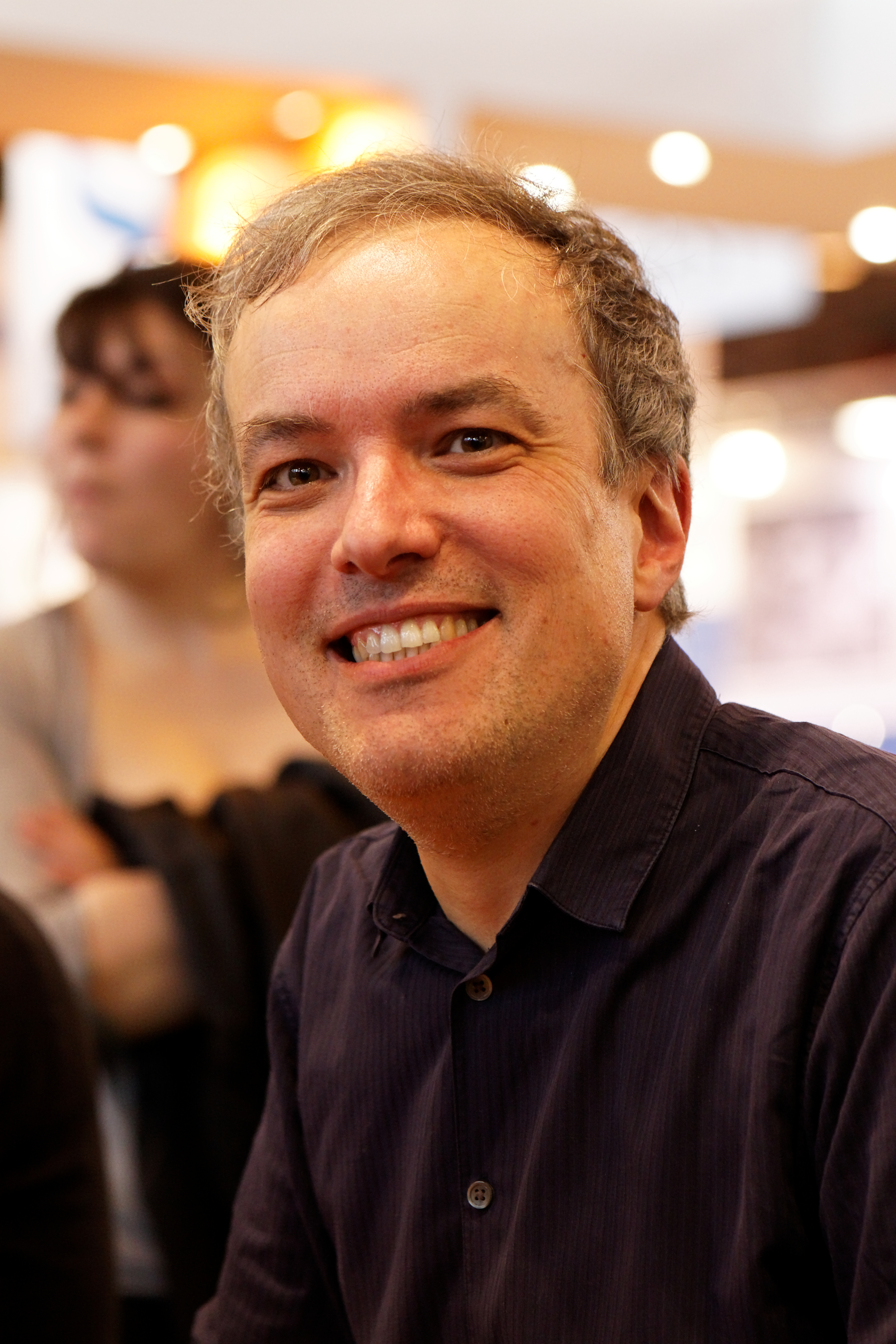
Emmanuel Guibert (2011)

Emmanuel Guibert (* 21. April 1964 in Paris) ist ein französischer Comiczeichner und -szenarist.

## Leben
Nach Abschluss seines Baccalauréats besuchte Guibert Mitte der 1980er Jahre für ein paar Monate verschiedene Kunstakademien in Paris. Danach begann er professionell Storyboards für Filme und Videoclips zu entwerfen. Sein Debüt als Comic-Autor gab er 1992 mit der Veröffentlichung des Albums Brune, an dem er sieben Jahre arbeitete. Im von Frédéric Boilet 1995 gegründeten Atelier des Vosges lernte er die Comiczeichner Didier Tronchet,  Christophe Blain und Joann Sfar kennen. Mit Sfar verfasste er La fille du professeur, eine Story über ein junges Mädchen in London, das sich um 1900 in eine wiederbelebte ägyptische Mumie verliebt. Seit 2000 ist er Szenarist und neben Joann Sfar auch Zeichner der Comic-Serie Sardine de l'espace, die sich an alle Altersklassen wendet und die bisherwann war "bisher"? 13 Alben umfasst.
International bekannt wurde er mit dem ab 2003 veröffentlichten dreibändigen Werk Le Photographe (zusammen mit Didier Lefèvre und Frédéric Lemercier), für das er die Zeichnungen und das Szenario erarbeitete. Die Trilogie über die Erlebnisse des französischen Fotoreporters Lefèvre im Jahr 1986 bei seinem humanitären Einsatz im Sowjetisch-Afghanischen Krieg wurde bisherwann war "bisher"? in mehr als 10 Sprachen übersetzt (dt. Der Fotograf, 2008 und 2009).

## Auszeichnungen und Preise
- 2007: Globes de cristal für den besten Comic-strip Le Photographe

## Werke
- Brune, 1992 (Braun, 1995, Alpha Comic).
- La fille du professeur (zusammen mit Joann Sfar), 1997.
- Sardine de l’espace (teilweise mit Joann Sfar und Mathieu Sapin als Zeichner), 13 Alben, 2000ff.
  - Emmanuel Guibert, Mathieu Sapin: Alldine & die Weltraumpiraten - Band 1: Nabelschau. Übersetzt von Andreas Illmann. Schaltzeit Verlag, Berlin 2022, ISBN 978-3-946972-61-7.
  - Emmanuel Guibert, Mathieu Sapin: Alldine & die Weltraumpiraten - Band 2: Energie der Galaxie. Übersetzt von Andreas Illmann. Schaltzeit Verlag, Berlin 2022, ISBN 978-3-946972-62-4.
- Les olives noires (zusammen mit Joann Sfar), 2001  (Schwarze Oliven / Band 1, Warum ist dieser Abend anders als andere Abende ?, 2003).
- Le Photographe (zusammen mit Didier Lefèvre und Didier Lemercier)
  - 1. Tome 1, 2003, (Der Fotograf / Band 1: In den Bergen Afghanistans, Edition Moderne, Zürich 2008).
  - 2. Tome 2, 2004, (Der Fotograf / Band 2: Ärzte ohne Grenzen, Edition Moderne, Zürich 2008).
  - 3. Tome 3, 2006, (Der Fotograf / Band 3: Allein nach Pakistan, Edition Moderne, Zürich 2009).
  - Der Fotograf - Komplett in einem Band, Edition Moderne, Zürich 2015, ISBN 978-3-03731-142-4
- La Guerre d'Alan, 3 Bände (2000, 2002, 2008; integral: 2009), (Alans Krieg, 2010).
- Ariol: Ein kleiner Esel wie du und ich, mit Zeichnungen von Marc Boulavant. Reprodukt Verlag, Berlin 2013, ISBN 978-3-943143-55-3.
- Alans Kindheit. Kalifornien in den Dreissigerjahren, Edition Moderne, Zürich 2014, ISBN 978-3-03731-128-8.